# 18 Draconis
Désignations
18 Draconis (en abrégé 18 Dra) est une étoile binaire probable de la constellation boréale du Dragon. Elle est visible à l'œil nu avec une magnitude apparente de 4,83. Elle porte également la désignation de Bayer de g Draconis, 18 Draconis étant sa désignation de Flamsteed. L'étoile présente une parallaxe annuelle de 4,50 mas mesurée par le satellite Gaia, ce qui permet d'en déduire qu'elle est distante d'environ 222 pc (∼724 al) de la Terre. Elle se rapproche quelque peu du Système solaire à une vitesse radiale héliocentrique de −1,4 km/s et elle est probablement membre du courant d'étoiles de Sirius.
La composante visible du système de 18 Draconis est une étoile géante rouge de type spectral K0 III CN−0.5 CH−2 Ca1, la notation complexe de son suffixe indiquant que son atmosphère possède des abondances chimiques particulières. Elle est âgée d'environ 280 millions d'années et elle est très probablement (avec une probabilité de 99 %) sur la branche horizontale dans son évolution. C'est également une étoile à baryum, ce qui suggère qu'elle possède un compagnon naine blanche en orbite à partir duquel elle a accrété des matériaux lors d'une étape antérieure de son évolution,. 18 Dra est estimée être 3,8 fois plus massive que le Soleil et son rayon est 47 fois plus grand que le rayon solaire. L'étoile est 787 fois plus lumineuse que le Soleil et sa température de surface est de 4 471 K.